# Yoshiaki Komai
Yoshiaki Komai (駒井 善成 Komai Yoshiaki?,  Kioto, Kioto, 6 de junio de 1992) es un futbolista japonés. Juega de centrocampista y su equipo es el Yokohama FC de la J1 League de Japón.

## Carrera
Yoshiaki Komai hizo su debut con Kyoto Sanga el 30 de abril de 2011 ante Tochigi S.C., cuando ingresó del banco de suplentes para reemplazar a Atsutaka Nakamura. Su primer gol se lo convirtió a Ehime F.C.. Sin embargo, su anotación más importante fue ante Yokohama F. Marinos en la semifinal de la Copa del Emperador 2011 cuando, después de haber comenzado el partido en el banco de suplentes, marcó el último gol de Kyoto en la prórroga, cerrando en 4-2 ante Yokohama. Este partido significó la primera final de Kyoto Sanga en la Copa del Emperador desde 2002.
Tras cinco años en los que llegó a ser capitán del primer equipo del conjunto púrpura, Komai dejó este club en enero de 2016 para unirse a Urawa Red Diamonds.

## Trayectoria

### Clubes
| Club                                  | País  | Año           |
| ------------------------------------- | ----- | ------------- |
| Kyoto Sanga                           | Japón | 2011-2015     |
| Urawa Red Diamonds                    | Japón | 2016-2018     |
| Hokkaido Consadole Sapporo (préstamo) | Japón | 2018          |
| Hokkaido Consadole Sapporo            | Japón | 2019-2024     |
| Yokohama FC                           | Japón | 2025-presente |

### Selección nacional
| Selección | País  | Año       |
| --------- | ----- | --------- |
| Sub-17    | Japón | 2007-2008 |

## Palmarés

### Títulos nacionales
| Título         | Club               | País  | Año  |
| -------------- | ------------------ | ----- | ---- |
| Copa J. League | Urawa Red Diamonds | Japón | 2016 |

### Títulos internacionales
| Título                      | Club               | Sede    | Año  |
| --------------------------- | ------------------ | ------- | ---- |
| Copa Suruga Bank            | Urawa Red Diamonds | Saitama | 2017 |
| Liga de Campeones de la AFC | Urawa Red Diamonds | Saitama | 2017 |

### Distinciones individuales
| Distinción                                | Año  |
| ----------------------------------------- | ---- |
| Jugador más impresionante de la J2 League | 2015 |